# Apocephalus amplidiscus
Apocephalus amplidiscus är en tvåvingeart som beskrevs av Brown 2000. Apocephalus amplidiscus ingår i släktet Apocephalus och familjen puckelflugor. Inga underarter finns listade i Catalogue of Life.